# شاگرد اول
شاگرد اول (به انگلیسی: Straight A's) یک فیلم آمریکایی کمدی رمانتیک محصول سال ۲۰۱۳ به کارگردانی جیمز کوکس با بازی رایان فیلیپ، آنا پاکوین، لوک ویلسون، ریلی توماس استوارت، اورسالا پارکر، تس هارپر، کریستا کمبل، جاش میر، ویتنی ایبل، لیز میکل است.